# Lady Morgan
Lady Morgan, de son nom de jeune fille Sydney Owenson (25 décembre 1776 - 14 avril 1859), fut une romancière irlandaise.

## Sa vie
La mère de Sydney Owenson, Jane Hill, accoucha de l'enfant sur un bateau traversant la mer d'Irlande. Son père Robert Owenson, était un acteur irlandais 

## Sa carrière

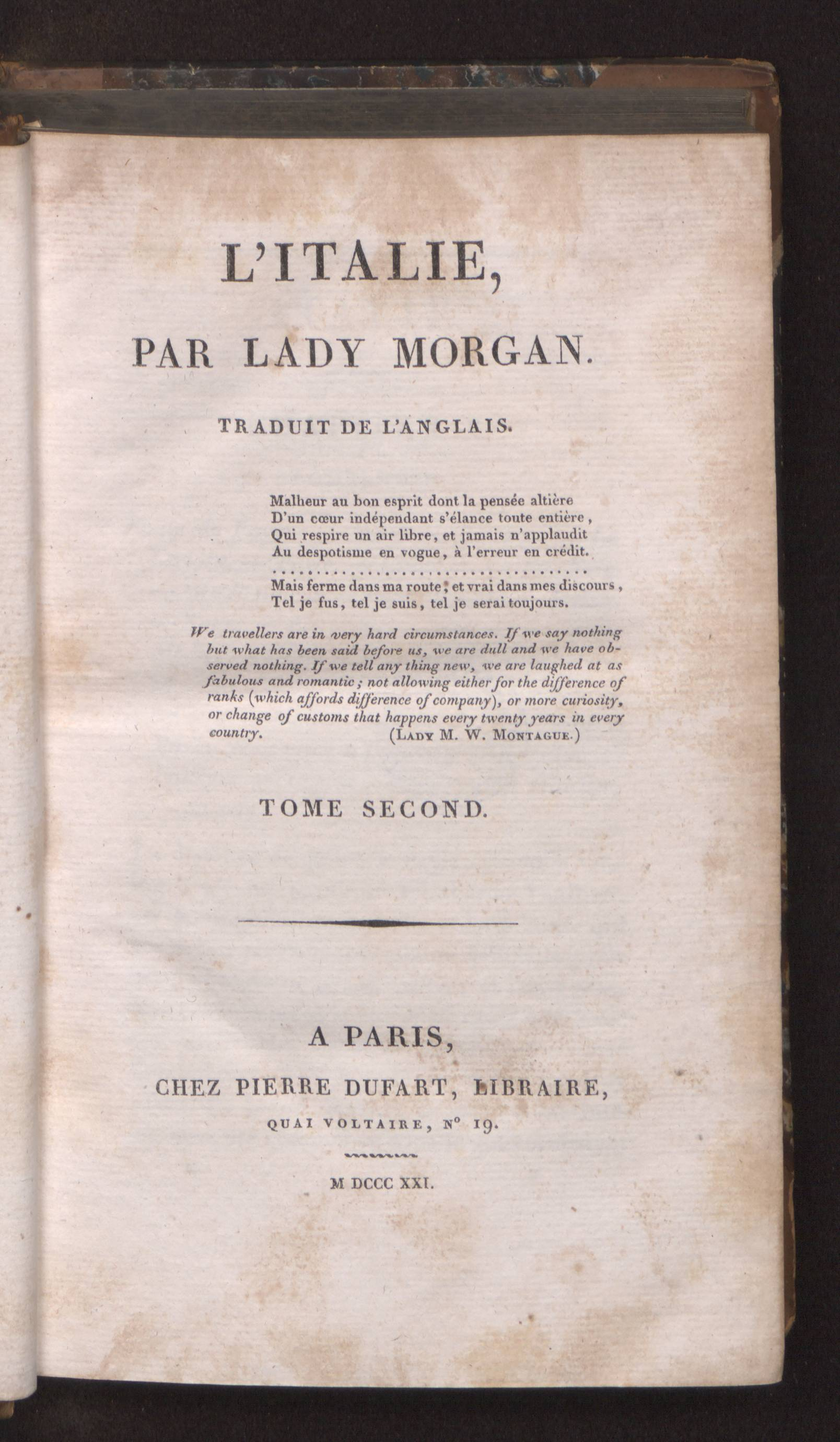
Italie, t. 2, 1821

L'une des figures les plus discutées de sa génération, elle commença une carrière précoce avec un volume de poèmes.  
Puis, elle collectionna des airs irlandais, sur lesquels elle composa des paroles, lançant ainsi une mode qu'adoptera plus tard avec succès Thomas Moore.  
Son St Clair (1804), une nouvelle sur un mariage raté, dénote outre sa nature passionnée, l'influence de Johann Wolfgang von Goethe  et de Jean-Jacques Rousseau. Il éveilla l’attention des spécialistes .
C'est en 1804 qu'elle évoqua le nom du mystérieux personnage Tom Scraw, qu'elle prétend avoir rencontré dans ses songes. Il devint une source d'inspiration, qui lui aura valu plusieurs nouvelles dont The Strange Encounters of Mr Scraw (1805).
Dans une autre nouvelle, The Novice of St Dominick (1806), se retrouvent ces mêmes qualités imaginatives et descriptives.
Mais le livre qui lui assurera une réputation (très controversée) fut The Wild Irish Girl (La sauvageonne  irlandaise) (1806), dans lequel elle apparaît comme une ardente patriote (plus politicienne que réellement nouvelliste). Elle y exalte la beauté de sa terre natale, l'Irlande, ses richesses naturelles et la noblesse de ses traditions. 
Elle s'identifiera dans les  cercles catholiques et libéraux qu'elle fréquente sous le nom de son héroïne Glorvina. 
Patriotic Sketches and Metrical Fragments (Poèmes et scènes patriotiques) suivit en 1807. En 1811, elle publia The Missionary: An Indian Tale (Le missionnaire : un conte indien).
Elle reprit ce conte, peu de temps avant sa mort sous le titre de Luxima, the Prophetess (Luxima, la Prophétesse) à ce sujet, Percy Bysshe Shelley déclara son admiration pour The Missionary et spécialement son héroïne. Il avoua également en avoir subi l'influence pour ses propres écrits orientalistes.  
En 1811, Miss Owenson entra dans la suite de John Hamilton, premier marquis d'Abercorn, et en 1812, persuadée par sa femme Anne Jane Gore, Lady Abercorn, elle épousa le chirurgien du Marquis, Thomas Charles Morgan. Il fut plus tard anobli, comme chevalier. Elle continua d'écrire aussi facilement de nombreux livres. 
En 1814 elle publia sa meilleure nouvelle, O'Donnell. Elle y décrit finement les classes les plus pauvres. 

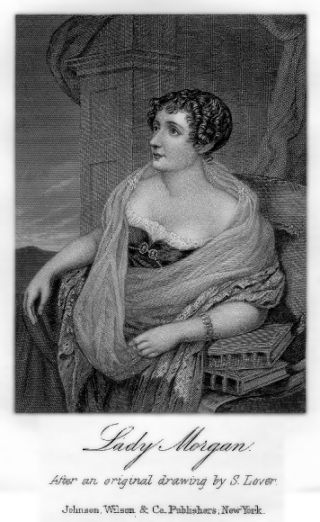
Lady Morgan, gravé par Robert Cooper, 1825, d'après Samuel Lover

En 1817, elle produisit une étude: la France sous la Restauration des Bourbons, ce qui lui valut d'être attaquée avec une rare fureur dans la Quarterly Review. L'auteure y est accusée de Jacobinisme, falsification, licence fautive et impiété. 
Elle prendra sa revanche indirectement dans une autre nouvelle: Florence Macarthy (1818), dans laquelle un rédacteur du Quarterly, Con Crawley, est insulté avec une suprême ingénuité. 
À la suite de sa France, elle publia L'Italie, en 1821 sur son expérience de voyage à Milan et en d'autres villes, et ses contacts avec des écrivains comme Silvio Pellico et Ludovico di Breme (elle serait le "fata Morgana" selon Pellico du Romanticisme italienne en 1818-1819) ; Lord Byron témoigna de la justesse de ses «scènes de vie» (Lady Morgan gives a full account of the history of Piedmont and the state of society there,as well as descriptions of the university, churches, theatres, and villas).
Elle résuma ses études historiques italiennes dans Life and Times of Salvator Rosa (1823). 
Puis, elle retourna à ses idées irlandaises avec Absenteeism (1825) et The 'O'Briens and the O'Flaherties, une nouvelle romantique, (1827). 
Lady Morgan obtint une pension de 300 £ de William Lamb, second Vicomte de Melbourne. 
Ses derniers ouvrages furent The Book of the Boudoir (1829), Dramatic Scenes from Real Life (Scènes dramatiques de la vraie vie) (1833), The Princess (1835), Woman and her Master (1840), The Book without a Name (1841), Passages from my Autobiography (1859).

## Œuvres de Lady Morganen-ligne
- (en) Sydney Owenson, The lay of an Irish harp; or, Metrical fragments, London, Richard Phillips, 1807, 226 p. (disponible sur Internet Archive).

- (en) Sydney Owenson, Woman : or Ida of Athens, vol. 3, London, Longman, 1809, 206 p. (disponible sur Internet Archive).

(en) Sydney Owenson, Woman : or Ida of Athens, vol. 4, London, Longman, 1809, 338 p. (disponible sur Internet Archive).
- (en) Sydney Owenson, The missionary : an Indian tale, vol. 1, London, J. J. Stockdale, 1811, 244 p. (disponible sur Internet Archive).

(en) Sydney Owenson, The missionary : an Indian tale, vol. 2, London, J. J. Stockdale, 1811, 267 p. (disponible sur Internet Archive).
(en) Sydney Owenson, The missionary : an Indian tale, vol. 3, London, J. J. Stockdale, 1811, 235 p. (disponible sur Internet Archive).
- (en) Sydney Owenson, St. Clair : or, The heiress of Desmond, vol. 1, London, J.J. Stockdale, 1812, 232 p. (disponible sur Internet Archive).

(en) Sydney Owenson, St. Clair : or, The heiress of Desmond, vol. 2, London, J.J. Stockdale, 1812, 264 p. (disponible sur Internet Archive).
- (en) Sydney Owenson, The wild Irish girl, London, Henry Colburn, 1850, 476 p. (disponible sur Internet Archive).
- (en) Lady Morgan, O'Donnel : a national tale, vol. 1, London, Henry Colburn, 1814, 320 p. (disponible sur Internet Archive).

(en) Lady Morgan, O'Donnel : a national tale, vol. 2, London, Henry Colburn, 1814, 344 p. (disponible sur Internet Archive).
(en) Lady Morgan, O'Donnel : a national tale, vol. 3, London, Henry Colburn, 1814, 364 p. (disponible sur Internet Archive).
- (en) Lady Morgan, Florence Macarthy : an Irish tale, vol. 1, London, Henry Colburn, 1818, 354 p. (disponible sur Internet Archive).

(en) Lady Morgan, Florence Macarthy : an Irish tale, vol. 2, London, Henry Colburn, 1818, 302 p. (disponible sur Internet Archive).
(en) Lady Morgan, Florence Macarthy : an Irish tale, vol. 3, London, Henry Colburn, 1819, 312 p. (disponible sur Internet Archive).
(en) Lady Morgan, Florence Macarthy : an Irish tale, vol. 4, London, Henry Colburn, 1818, 302 p. (disponible sur Internet Archive).
- Lady Morgan, cidevant miss Owenson (trad. A. J. B. D), La France, t. 1, Paris, Treuttel et Würz, 1818, 368 p. (disponible sur Internet Archive).

Lady Morgan, cidevant miss Owenson (trad. A. J. B. D), La France, t. 2, Paris, Treuttel et Würz, 1818, 490 p. (disponible sur Internet Archive), p. 307-318.
- (en) Lady Morgan, The Life and Times of Salvator Rosa, vol. 1, Paris, A & W Gallignani, 1824 (disponible sur Internet Archive).

(en) Lady Morgan, The Life and Times of Salvator Rosa, vol. 2, Paris, A & W Gallignani, 1824, 296 p. (disponible sur Internet Archive).
- Lady Morgan, L'Italie, t. 1, Paris, Pierre Dufart, 1821, 428 p. (disponible sur Internet Archive).

Lady Morgan, L'Italie, t. 2, Paris, Pierre Dufart, 1821, 431 p. (disponible sur Internet Archive).
Lady Morgan, L'Italie, t. 3, Paris, Pierre Dufart, 1821, 452 p. (disponible sur Internet Archive).
Lady Morgan, L'Italie, t. 4, Paris, Pierre Dufart, 1821, 514 p. (disponible sur Internet Archive).
- (en) Sydney Owenson, The novice of Saint Dominick, vol. 2, London, Thomas Hughes, 1823, 368 p. (disponible sur Internet Archive).

(en) Sydney Owenson, The novice of Saint Dominick, vol. 3, London, Thomas Hughes, 1823, 384 p. (disponible sur Internet Archive).
(en) Sydney Owenson, The novice of Saint Dominick, vol. 4, London, Thomas Hughes, 1823, 384 p. (disponible sur Internet Archive).
- (en) Lady Morgan, The O'Briens and the O'Flahertys : a national tale, vol. 1, London, Henry Colburn, 1827, 324 p. (disponible sur Internet Archive).

(en) Lady Morgan, The O'Briens and the O'Flahertys : a national tale, vol. 2, London, Henry Colburn, 1828, 2e éd., 350 p. (disponible sur Internet Archive).
(en) Lady Morgan, The O'Briens and the O'Flahertys : a national tale, vol. 3, London, Henry Colburn, 1827, 352 p. (disponible sur Internet Archive).
(en) Lady Morgan, The O'Briens and the O'Flahertys : a national tale, vol. 4, London, Henry Colburn, 1827, 384 p. (disponible sur Internet Archive).
- (en) Lady Morgan, The Book of the Boudoir, vol. 1, London, Henry Colburn, 1829, 366 p. (disponible sur Internet Archive).

(en) Lady Morgan, The Book of the Boudoir, vol. 2, London, Henry Colburn, 1829, 335 p. (disponible sur Internet Archive).
Lady Morgan, Le livre du Boudoir, t. 1, Paris, Charles Gosselin, 1829, 538 p. (disponible sur Internet Archive).
Lady Morgan, Le livre du Boudoir, t. 2, Paris, Charles Gosselin, 1829, 423 p. (disponible sur Internet Archive).
- Lady Morgan (trad. A. Sobry), La France en 1829 et 1830, t. 1, Bruxelles, Méline, 1831, 490 p. (disponible sur Internet Archive).

Lady Morgan (trad. A. Sobry), La France en 1829 et 1830, t. 2, Bruxelles, Méline, 1831, 304 p. (disponible sur Internet Archive).
Lady Morgan (trad. A. Sobry), La France en 1829 et 1830, t. 4, Bruxelles, Méline, 1831, 284 p. (disponible sur Internet Archive).
- (en) Lady Morgan, Dramatic scenes from real life, Paris, A & W Galignani, 1833, 306 p. (disponible sur Internet Archive).

- (en) Lady Morgan, Woman and her master, vol. 1, Philadelphia, Carrie & Hart, 1840, 364 p. (disponible sur Internet Archive).

(en) Lady Morgan, Woman and her master, vol. 2, Philadelphia, Carrie & Hart, 1840, 255 p. (disponible sur Internet Archive).
- (en) Lady Morgan et Sir Thomas Charles Morgan, The book without a name, vol. 1, London, Henry Colburn, 1841, 394 p. (disponible sur Internet Archive).

(en) Lady Morgan et Sir Thomas Charles Morgan, The book without a name, vol. 2, London, Henry Colburn, 1841, 372 p. (disponible sur Internet Archive).
- (en) Friends, Foes, And Adventures Of Lady Morgan, Dublin, W.B. Kelly, 1859, 150 p. (disponible sur Internet Archive).
- (en) Syndney, Lady Morgan, Passages from my autobiography, New York, D. Appleton & Co, 1859, 405 p. (disponible sur Internet Archive).
- (en) William John Fitz-Patrick, Lady Morgan : her career, literary and personal, London, Charles J. Skeet, 1860, 330 p. (disponible sur Internet Archive).

- (en) Syndney Morgan, Lady Morgan's memoirs : autobiography, diaries and correspondence, vol. 1, London, W.H. Allen & Co., 1863, 550 p. (disponible sur Internet Archive).

(en) Syndney Morgan, Lady Morgan's memoirs : autobiography, diaries and correspondence, vol. 2, London, W.H. Allen & Co., 1863, 574 p. (disponible sur Internet Archive).

## Sa pensée
« Les années, les heures ne sont pas des mesures de la durée de la vie ; une longue vie est celle dans laquelle nous sentons vivre ; c'est une vie composée de sensations fortes et rapides, où tous les sentiments conservent leur fraîcheur, à l'aide des associations du passé » (Lady Morgan).

## Sa fin
Décédée le 14 avril 1859 elle est enterrée au Brompton Cemetery, à Londres.

## Divers

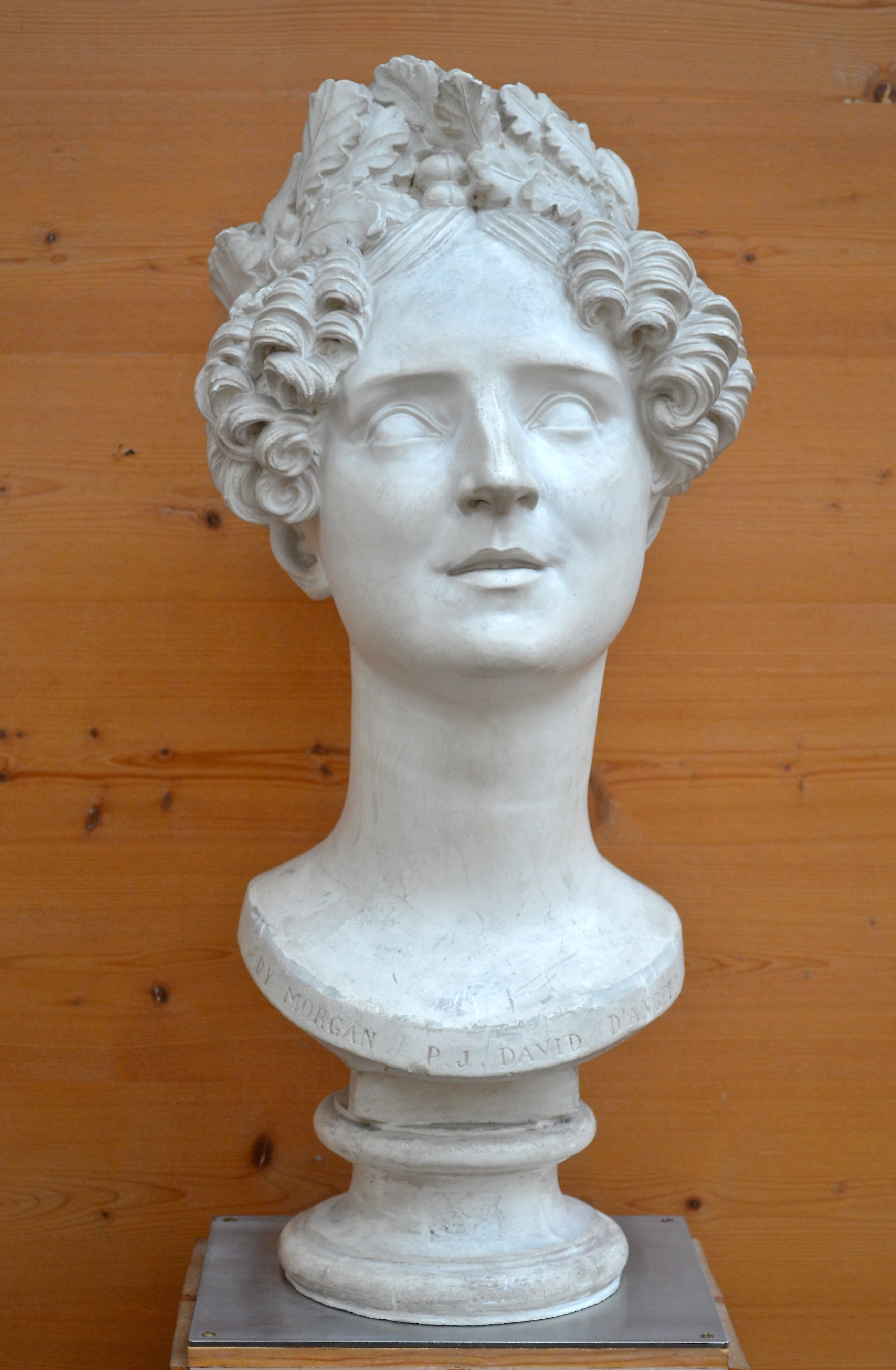
Buste de Lady Morgan par David d'Angers

Son autobiographie et sa correspondance furent éditées à titre posthume par W. Hepworth Dixon en 1862-1863 avec le title Lady Morgan's Memoirs: Autobiography, Diaries, and Correspondence 
Un buste de Lady Morgan se trouve au Victoria and Albert Museum à Londres.
Sur la plaque, identifiant ce buste, est écrit: «Lady Morgan avait moins de quatre pieds de haut» Quatre pieds, soit environ 1,20 m. On peut en déduire que Lady Morgan qui était parfaitement proportionnée souffrait d'un nanisme hypophysaire responsable d'un déficit en hormone de croissance.
Un autre buste, sculpté en 1830 par David d'Angers, est exposé dans la Galerie David d'Angers à Angers.

## Archives
- Ugo Foscolo, A Lady Sydney Morgan. Regent's Park, Jeudi, 4 mars 1824. "Madame, — L'extrait d'une lettre qu'on m'attribue dans Le Star de Dublin du 28 Fevrier, et que Fon a reimprimé dans d'autres papiers, est une imposture".
- Charles baron Dupin, Lettre a my lady Morgan sur Racine et Shakespeare, Paris, 1818.

## Les opinions des contemporaines
"Vous connaissez sans doute lady Morgan en proportion de sa célébrité et de la publicité de ses ouvrages: il ne vous reste donc qu'à la voir et qu' à causer avec elle, et c'est moi qui ai l'honneur de vous l'annoncer et de l'introduire auprès de vous. Je crois que vous aimerez la naïveté de ses manières et la bonhommie de son âme. Elle ne se refuse pas à recevoir de bons conseils, et vous en êtes une source intarissable. Sir Charles Morgan est, à mon avis, un esprit fort distingué." (Louise Stolberg comtesse d'Albany)